# Lista de perturbações mentais
Esta é uma lista de perturbações mentais.

## Esquizofrenia

### Características gerais
- Início súbito ou lento (insidioso).
- Começa geralmente entre 15 e 35 anos.
- Mais benigna na velhice.
- Muitos pacientes melhoram com o tempo.

### Sintomas
- Delírios: crenças que não correspondem à realidade, geralmente com temas de perseguição, grandiosidade ou místicos.
- Alucinações: percepções falsas, ouvem-se vozes que não existem ou se veem coisas que não existem (todos os sentidos podem ser afetados).
- Pensamento e discurso desestruturados.
- Afeto embotado: não consegue expressar as emoções.
- Alterações de comportamento:

1. Agitação ou inibição psicomotora.
2. Impulsividade, agressividade.

Importante
- Os sintomas positivos são delírios e alucinações, os sintomas negativos são letargia, afeto embotado, catatonia, anedonia, negativismo e mutismo.

### Tipos
- Paranoide: predominam delírios de perseguição, muitas vezes com vozes ameaçadoras.
- Hebefrênica: é o tipo mais completo e de maior desestruturação do psiquismo; o afeto embotado é sintoma marcante.
- Catatônica: estupor e excitação alternados, posturas rígidas, estereotipadas, robotização, estados oníricos.
- Indiferenciada: sem sintomas característicos das outras.
- Residual: forma crônica e insidiosa, com muitos sintomas negativos.
- Simples: assemelha-se à anterior, mas não há forma aguda antes.
- Depressão pós-esquizofrênica: com alguns sintomas psicóticos.

### Tratamento
- Os antipsicóticos são eficientes na maior parte dos casos e evitam as recaídas.
- Os efeitos colaterais são comuns.
- Existem medicamentos para casos resistentes.
- O prognóstico é melhor quando os pacientes se integram melhor à sociedade.
- O prognóstico é pior quando há sintomas negativos.

## Outras psicoses

### Transtorno delirante persistente
É uma esquizofrenia paranoide mais simples, sem muitas alucinações e com pouco bizarrismo. Pode durar a vida toda.

### Transtornos psicóticos agudos e transitórios
É uma psicose aguda causada por um estressor psicossocial. É uma forma benigna.

### Transtornos esquizoafetivos
São combinações de esquizofrenia e distúrbios do humor.

### Tratamento
O tratamento dessas outras psicoses é semelhante ao da esquizofrenia, mas com melhor prognóstico, especialmente quando há poucos sintomas negativos.

## Transtornos do humor

### Conceito de humor
É a sensação de bem-estar da pessoa, os estados de alegria e de tristeza se apresentando como dois polos entre os quais as pessoas oscilam normalmente.

### Características
- Manifestam-se por depressão ou euforia, às vezes em alternância.
- Pode haver sintomas psicóticos, quando há distorção da realidade.

### Tipos
Episódio maníaco
- É marcado por crises de euforia, pensamento acelerado, sono diminuído, fala prolixa, auto-estima elevada, atenção dispersa, sensação de grandiosidade, hiperexcitação, condutas irresponsáveis, busca de prazeres excessivos, hipersexualidade, promiscuidade, prodigalidade etc.
- Em poucas palavras, é um paciente exageradamente alegre e ativo, sem autocrítica e dado a excessos de todo tipo.
- Pode se acompanhar ou não de sintomas psicóticos, caracterizando dois subtipos.
- Existe também a hipomania, que é sintomaticamente mais leve e sem grande comprometimento social.

Episódio depressivo
- É marcado por tristeza, letargia, culpa, baixa auto-estima, ideação de ruína e risco de suicídio. Pode haver sintomas físicos (paciente poliqueixoso) e difere da depressão reativa, que surge como reação natural a perdas e infortúnios da vida.
- Possui vários subtipos:

1. Episódio depressivo leve.
2. Episódio depressivo moderado.
3. Episódio depressivo grave com sintomas psicóticos.
4. Episódio depressivo grave sem sintomas psicóticos.

Transtorno afetivo bipolar
- Antigamente chamado de psicose maníaco-depressiva, é a combinação das duas condições em alternância, isto é, crises de depressão e de mania (euforia) alternadas, cada uma durando alguns meses.
- Pode haver psicose associada.
- Pode haver hipomania em vez de mania.
- Antidepressivos podem fazer o paciente mudar muito depressa, passando à euforia em poucos dias ou até em horas.

Episódios depressivos recorrentes
- Os pacientes depressivos sofrem muitas recaídas, às vezes com curtos episódios de euforia.
- O humor pode ser normal entre as crises.

Transtornos persistentes do humor
- São marcados por sucessivas crises depressivas ou eufóricas de menor gravidade, podendo haver alternância. Existem dois subtipos:

1. Ciclotimia: é um transtorno bipolar mais leve, sem grande comprometimento social.
2. Distimia: é uma depressão leve crônica, conhecida popularmente como "mau humor".

- São nitidamente formas crônicas, mais leves e de longa duração.

### Tratamento
O tratamento com antidepressivos é eficaz nos casos de depressão isolada. Nos casos de mania associada, preferem-se os estabilizadores do humor como carbonato de lítio.

## Transtorno obsessivo-compulsivo
É uma doença que se caracteriza por obsessões com limpeza, ordem, perfeição, contagem, verificação, coisas místicas e supersticiosas e de colecionamento de objetos quaisquer. Também pode ser caracterizada como pensamentos intrusivos egodistonicos persistentes de natureza sexual (pedofilia, orientação sexual, zoofilia) ou de cunho violento (machucar a si ou a outras pessoas). A obsessão leva à compulsão por realizar rituais condizentes, como lavar as mãos, tomar banho de chinelo, não pegar jornais, ter nojo de pegar dinheiro e depois passar a mão nos olhos, verificar se o gás está desligado etc. O tratamento é feito com antidepressivos e psicoterapia.
O Transtorno obsessivo-compulsivo já não pertence mais aos transtornos de ansiedade desde 2013 no DSM-5. 

## Transtornos de ansiedade

### Fobias
Conceito
São medos excessivos de coisas que na realidade são inócuas.
Tipos
- Agorafobia: medo de locais abertos e de multidões, medo de sair à rua; costuma ser sequela de síndrome do pânico.
- Fobia social: medo de lugares ou situações de exposição pública (restaurantes, falar em público).
- Fobia simples: extremamente variada, medo de insetos, avião, dentista, escuro etc.

Tratamento
Usam-se antidepressivos, ansiolíticos e psicoterapia.

### Transtorno do pânico
Conceito
É uma doença que se apresenta como crises súbitas e muito intensas de ansiedade, às vezes com estímulos do ambiente. Lembram crises cardíacas e duram de dez a vinte minutos. Pode haver sintomas residuais e agorafobia.
Sintomas
- Medo de morrer.
- Cardíacos e respiratórios.
- Tonturas.
- Formigamentos.
- Vômitos.
- Tremores.
- Sudorese.
- Sensação de frio ou calor.

Tratamento
É feito com antidepressivos e ansiolíticos, além de psicoterapia e modernamente técnicas de respiração.

### Transtorno de ansiedade generalizada
É uma forma crônica de ansiedade, sem um objeto específico como nas fobias e sem a gravidade das crises de pânico. É, pois, uma forma intermediária e com o mesmo tratamento das demais. Requer atenção assim como as demais.

### Reações ao estresse e transtornos de ajustamento
Conceito
São transtornos causados por agentes estressores externos.
Tipos
- Reação aguda ao estresse: é um estado de estresse que ocorre logo após um evento traumático e cessa em alguns dias. É chamado popularmente de "estado de choque".
- Estresse pós-traumático: dura mais tempo e é mais grave. O paciente revive o trauma através de flashbacks e pesadelos. Sintomas: hipervigilância, sobressaltos, desassossego, desconfiança, hostilidade, esquiva fóbica, afeto embotado etc.
- Transtornos de adaptação: reação de estresse por causa de mudanças súbitas na vida, como divórcio ou perda de emprego. São mais graves nas crianças e nos velhos, assim como em adultos com imaturidade emocional.

Tratamento
Além dos medicamentos, a psicoterapia e o próprio tempo são fatores de cura.

### Transtornos dissociativos e conversivos
São reações a situações traumáticas com dissociação de memória, identidade, sensações ou controle dos movimentos. O paciente pode isolar no inconsciente um acontecimento do passado de modo a esquecê-lo (amnésia) ou sofrer uma paralisia sem explicação neurológica. Os sintomas são manobras inconscientes para não se tomar consciência de fatos traumáticos e das respectivas emoções, por isso se esquece parte do passado ou se projeta o sintoma no corpo.
Antigamente esses transtornos eram chamados de histeria e foram estudados por Freud. A recuperação da consciência do fato traumático e a verbalização das emoções eliminam a dissociação ou conversão psicogênica. Contudo, é difícil o paciente aceitar que está doente.

### Transtorno somatoforme
É semelhante à histeria, o paciente projeta no corpo seus conflitos e se apresenta ao médico com uma variedade de queixas físicas que encobrem seu estado emocional. Sendo histeriforme, o paciente descreve suas queixas de forma dramática e exagerada ou ao contrário, de forma indiferente. É comum se associarem outros transtornos de ansiedade e depressão, assim como pode haver transtornos de personalidade. Os sintomas são tanto maiores e mais numerosos quanto mais o paciente tenha dificuldade para tomar consciência de suas emoções e verbalizá-las.
O paciente mostra dois mecanismos psicodinâmicos:
1. Ganho primário: o sintoma causa alívio porque projeta o problema no corpo.
2. Ganho secundário: o paciente consegue a atenção e os cuidados das outras pessoas.

Além disso, o paciente não se acha doente, culpa os outros pela consulta médica. É também extremamente sugestionável, pueril, fantasioso e teatral.
O tratamento consiste de psicoterapia. Os medicamentos podem levar o paciente a experimentar diversos efeitos colaterais.

### Outros transtornos
- Transtornos mistos de ansiedade e depressão.
- Neurastenia: esgotamento, o paciente acorda como se não tivesse dormido.
- Síndrome de Burnout: esgotamento profissional decorrente de sobrecarga no trabalho e baixa auto-estima.
- Assédio moral: esgotamento causado por perseguição no trabalho.

Nesses casos, o tratamento depende da personalidade do paciente e dos agentes estressores.

## Transtornos de personalidade

### Personalidade paranoica
- Não suporta ser contrariado.
- Não aceita desculpas.
- Desconfiado, distorce os fatos.
- Acha-se muito importante.
- Acha que é o centro de tudo (autorreferência).
- Combativo na defesa de seus direitos.

### Personalidade esquizoide
- Retraimento social.
- Interiorização mental.
- Vive em um mundo de fantasias.
- Incapacidade de expressar emoções.

### Personalidade antissocial
- Desprezo pelos outros e pelas normas sociais.
- Não muda com punições.
- Facilmente agressivo, não tolera frustrações.
- Culpa os outros.

### Personalidade instável
- Impulsivo.
- Fica irritado quando censurado.

Tipos
- Impulsivo: descontrole emocional.
- Borderline: perturbação da auto-imagem, não leva projetos a cabo, sensação de vazio, relações sociais instáveis e autodestrutivo.

### Personalidade histriônica
- Quer ser o centro das atenções.
- Busca permanente por elogios e galanteios.
- Teatral, exagerado.
- Busca de parceiros simultâneos.
- Ofende-se facilmente.
- Sugestionável,sendo usado e levado facilmente pela opinião de outros.

### Personalidade anancástica
- Perfeccionista.
- Preocupação com pormenores.
- Obstinação, rigidez.
- Pensamentos repetitivos.

### Personalidade evitativa
- Insegurança.
- Desejo de ser aceito.
- Sensível a críticas.
- Medo de relacionamentos.
- Medo de sair da rotina.

### Personalidade dependente
- Submisso.
- Deixa as decisões nas mãos dos outros.

Importante
Os transtornos de personalidade são difíceis de tratar, uma possível abordagem é a psicoterapia de grupo.

## Observações gerais
Cada uma dessas doenças pode ser simulada por condições médicas gerais (não-psiquiátricas) ou por abuso de drogas e álcool. Dessa forma, o hipotireoidismo pode causar depressão e a intoxicação por cocaína pode causar uma psicose aguda. Uma avaliação psiquiátrica deve levar em conta:
1. Ansiedade.
2. Depressão.
3. Mania.
4. Psicose.
5. Transtornos de personalidade.
6. Transtornos cognitivos (como demência).
7. Condições médicas gerais.
8. Abuso de substâncias.

## Classificação remissiva

### Esquizofrenia
- Paranoide
- Hebefrênica
- Catatônica
- Indiferenciada
- Residual
- Simples
- Depressão pós-esquizofrênica

### Outras psicoses
- Transtorno delirante persistente
- Transtornos psicóticos agudos e transitórios
- Transtornos esquizoafetivos

### Transtornos do humor
- Episódios depressivos
- Episódios maníacos
- Transtorno bipolar
- Episódios depressivos recorrentes
- Transtornos persistentes do humor

### Trantornos de ansiedade
- Fobias
- Pânico
- Ansiedade generalizada
- Transtorno obsessivo-compulsivo
- Dissociações e conversões
- Transtorno somatoforme
- Reações ao estresse e transtornos de ajustamento
- Outros

### Transtornos de personalidade
- Paranoica
- Esquizoide
- Antissocial
- Instável
- Histriônica
- Narcisista
- Anancástica
- Evitativa
- Dependente